# One Day at a Time
One Day at a Time ist eine US-amerikanische Sitcom, die von 1975 bis 1984 auf CBS ausgestrahlt wurde. Insgesamt gibt es 209 Folgen in neun Staffeln.
Der Video-on-Demand-Anbieter Netflix startete am 6. Januar 2017 unter dem gleichen Namen ein Remake der Serie.

## Handlung
Die Serie stellt die junge Mutter Ann Romano in den Mittelpunkt, die nach einer Scheidung ihren Weg in die Unabhängigkeit sucht. Ann zieht dafür mit ihren beiden Töchtern im Teenageralter nach Indianapolis und wird dort im Laufe der Jahre mit damals für TV-Serien noch unüblichen – aber zeitgenössischen – Themen wie vorehelichem Sex, Geburtenkontrolle, Selbstmord oder sexueller Belästigung konfrontiert.

## Rezeption
Die Fokussierung auf einen alleinerziehende Mutter war neu und gilt daher als bahnbrechend. Die ersten sieben Staffeln gehörten jeweils zu den Top 20.

## Trivia
Die Darstellerin Mackenzie Phillips wurde zweimal aufgrund von persönlichen Problemen wie Drogenmissbrauch aus der Serie ausgeschlossen. Sie wie auch Valerie Bertinelli, die Darstellerin der anderen Tochter, wurden später im echten Leben selbst alleinerziehende Mütter von Teenagertöchtern.